# Galaxie pitică

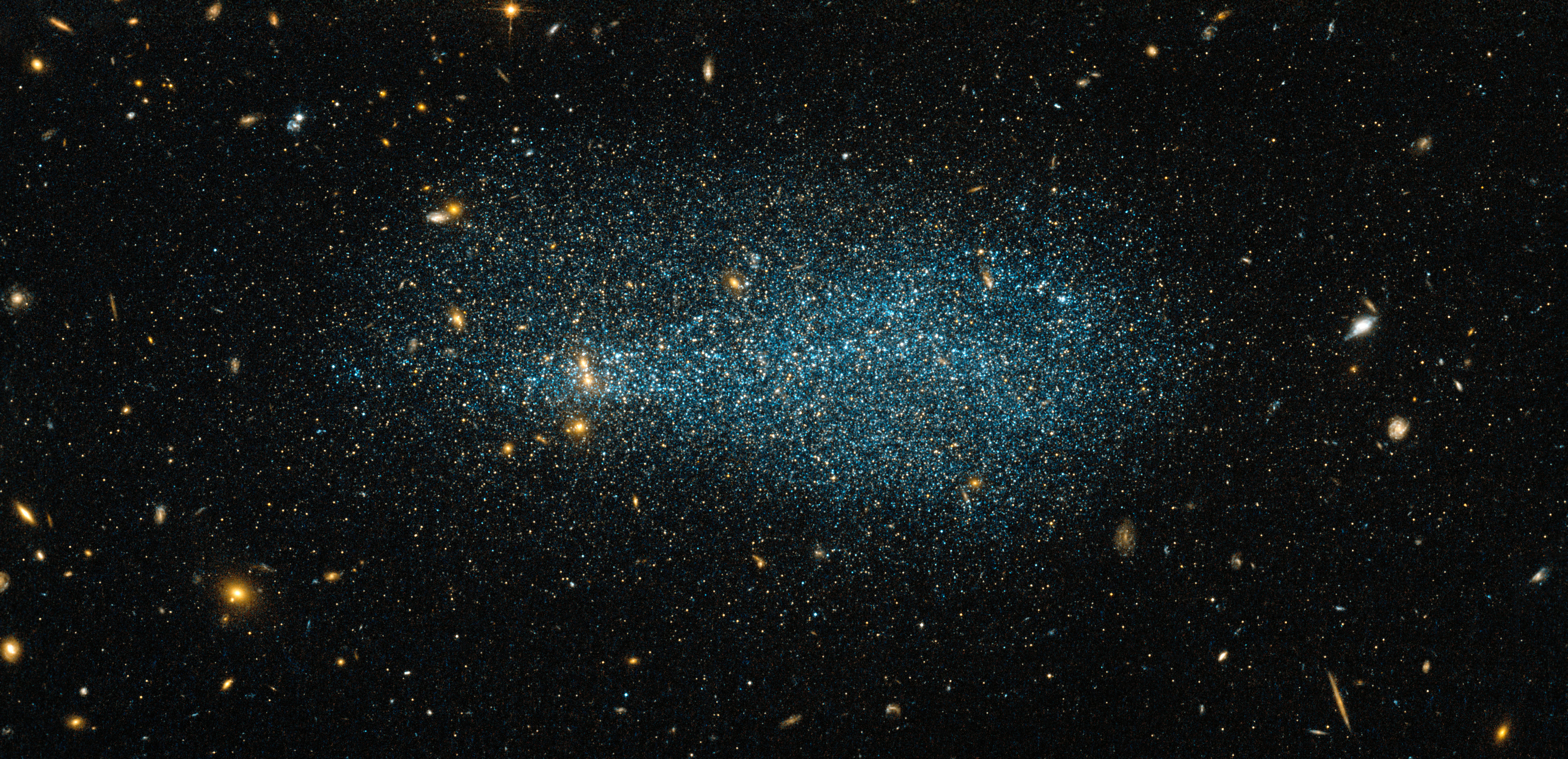
Galaxia pitică ESO 540-31, care se află la mai mult de 11 milioane de ani-lumină de Pământ, în constelația Balenei.

O galaxie pitică este, după cum sugerează și numele, o galaxie mică compusă doar din câteva miliarde de stele, un număr mic în comparație cu cele 200-400 de miliarde din Calea Lactee. Marele Nor al lui Magellan, care se află în apropiere de Calea Lactee și conține peste 30 de miliarde de stele, este câteodată clasificat ca galaxie pitică.